# I Wrote a Song
I Wrote a Song è un singolo della cantante britannica Mae Muller, pubblicato il 9 marzo 2023.

## Promozione
Il 9 marzo 2023 è stato annunciato durante un programma di BBC Radio 2 che Mae Muller è stata selezionata internamente come rappresentante nazionale per l'Eurovision Song Contest 2023 a Liverpool. Il suo brano eurovisivo, I Wrote a Song, è stato presentato lo stesso giorno. Nel maggio successivo, in occasione della finale eurovisiva, Mae Muller si è classificata al 25º posto su 26 partecipanti con 24 punti totalizzati.

## Tracce
Testi e musiche di Karen Poole, Lewis Thompson e Mae Muller.
1. I Wrote a Song – 2:45

## Classifiche
| Classifica (2023) | Posizione massima |
| ----------------- | ----------------- |
| Grecia            | 57                |
| Irlanda           | 44                |
| Islanda           | 23                |
| Lituania          | 23                |
| Regno Unito       | 9                 |